# Skuhrov nad Bělou
Skuhrov nad Bělou è un comune della Repubblica Ceca facente parte del distretto di Rychnov nad Kněžnou, nella regione di Hradec Králové.